# Старый мост (Днепр)
Старый мост (до 2024 года — Амурский) — совмещенный автомобильно-железнодорожный мост через Днепр в городе Днепре, Украина. Соединяет Центральный и Нижнеднепровский районы города.

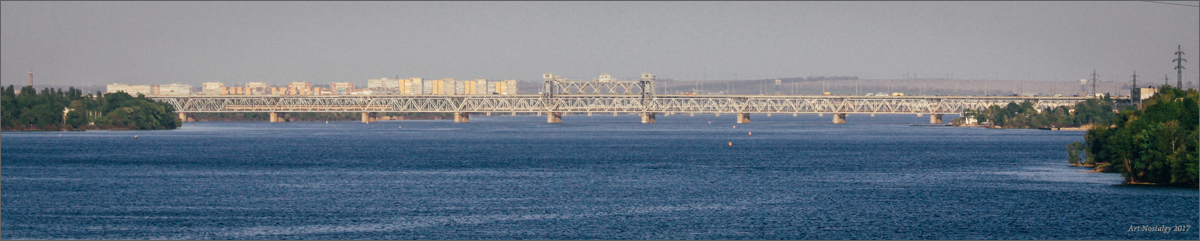
Амурский мост

4 мая 2022 года ВС РФ по мосту был нанесен ракетный удар, в результате мост получил незначительные повреждения, не затронувшие работу транспортной сети города.